# The Scrapper
The Scrapper é um curta-metragem norte-americano de 1917, do gênero faroeste, escrito, dirigido e estrelado por John Ford. O filme é considerado perdido.

## Elenco
- John Ford como Buck (como Jack Ford)
- Louise Granville como Helen Dawson
- Duke Worne como Jerry Martin
- Jean Hathaway
- Martha Hayes